# Illyrischer Schäferhund
Der Illyrische Schäferhund (Ilirski ovčar) war eine Hunderasse in Jugoslawien. Sie wurde 1939 von der FCI anerkannt. 1957 erfolgte eine Umbenennung der Rasse in Šarplaninac, 1968 die Abtrennung des Karst-Schäferhunds als eigene Hunderasse.
Im Rassestandard des Karst-Schäferhunds wird die Geschichte der Rasse in Zusammenhang gebracht mit der Wanderung der Illyrer, denen die Vorfahren dieser Hunde wahrscheinlich gefolgt sein sollen.